# Sphex satanas
Sphex satanas är en biart som beskrevs av Kohl 1898. Sphex satanas ingår i släktet Sphex och familjen grävsteklar. Inga underarter finns listade i Catalogue of Life.